# Сухая Долина (Красноярский край)
Сухая Долина — посёлок в Ужурском районе Красноярского края России. Входит в состав Златоруновского сельсовета.

## География
Посёлок расположен в 10 км к югу от районного центра Ужур.

## История
В 1976 г. Указом Президиума ВС РСФСР поселок фермы № 3 Учумского племовцезавода переименован в Сухая Долина.

## Население
| 2010 |
| ---- |
| 259  |